# Melléknap

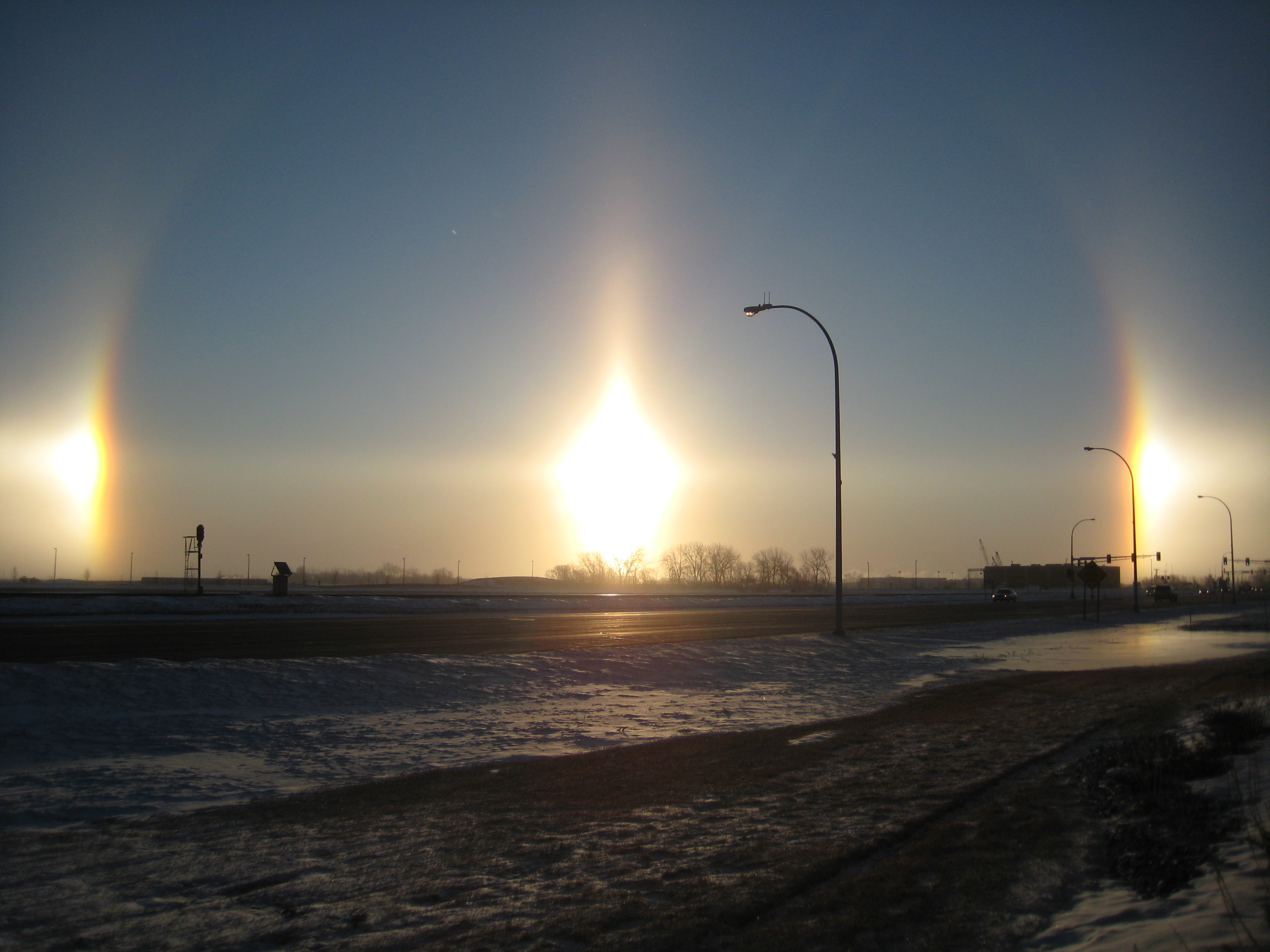
Fényes melléknapjelenség az észak-dakotai Fargóban

A melléknap (parhelion) vagy naphalo (napkutya néven is említik, de ez nem a tudományos elnevezése a jelenségnek) egy a halojelenségek körébe tartozó légköri fénytünemény, amely a napkorongtól két oldalon elhelyezkedő fényes foltok formájában jelentkezik. A foltok lehetnek fehérek vagy színesek, gyakran csak az egyik oldalon lévő látható belőlük.

## Kialakulásuk és jellemzőik
A melléknapokat a levegőben levő jégkristályokon megtörő fény hozza létre. A melléknapok kialakulásához lapos hatszögletű jégkristályok jelenléte szükséges. Általában magasan lévő fátyolfelhőkön alakul ki, de nagyon hideg idő esetén létrejöhet alacsonyan elhelyezkedő, gyémántpornak nevezett jégkristályokon is. Ezek a kristályok prizmaként viselkedve a Nap fényét 22 fokkal eltérítik, így a melléknapok általában a napkorongtól 22 fokos távolságra helyezkednek el. Ha a kristályok elhelyezkedése teljesen véletlenszerű, akkor egy halojelenségnek nevezett fénygyűrű látszik a Nap körül. Gyakran azonban a levegőben süllyedő kristályok függőleges elhelyezkedésűek lesznek, ekkor a napfényt vízszintesen törik meg és melléknap jön létre. A melléknapok mindig a napkoronggal azonos magasságban figyelhetők meg.
Éjszaka hasonló módon alakulhat ki a mellékhold jelensége, azonban az jóval halványabb, így észrevétele is nehezebb, főleg telihold idején figyelhető meg halvány, fehéres fényfoltokként.